# Jerry Lee Lewis

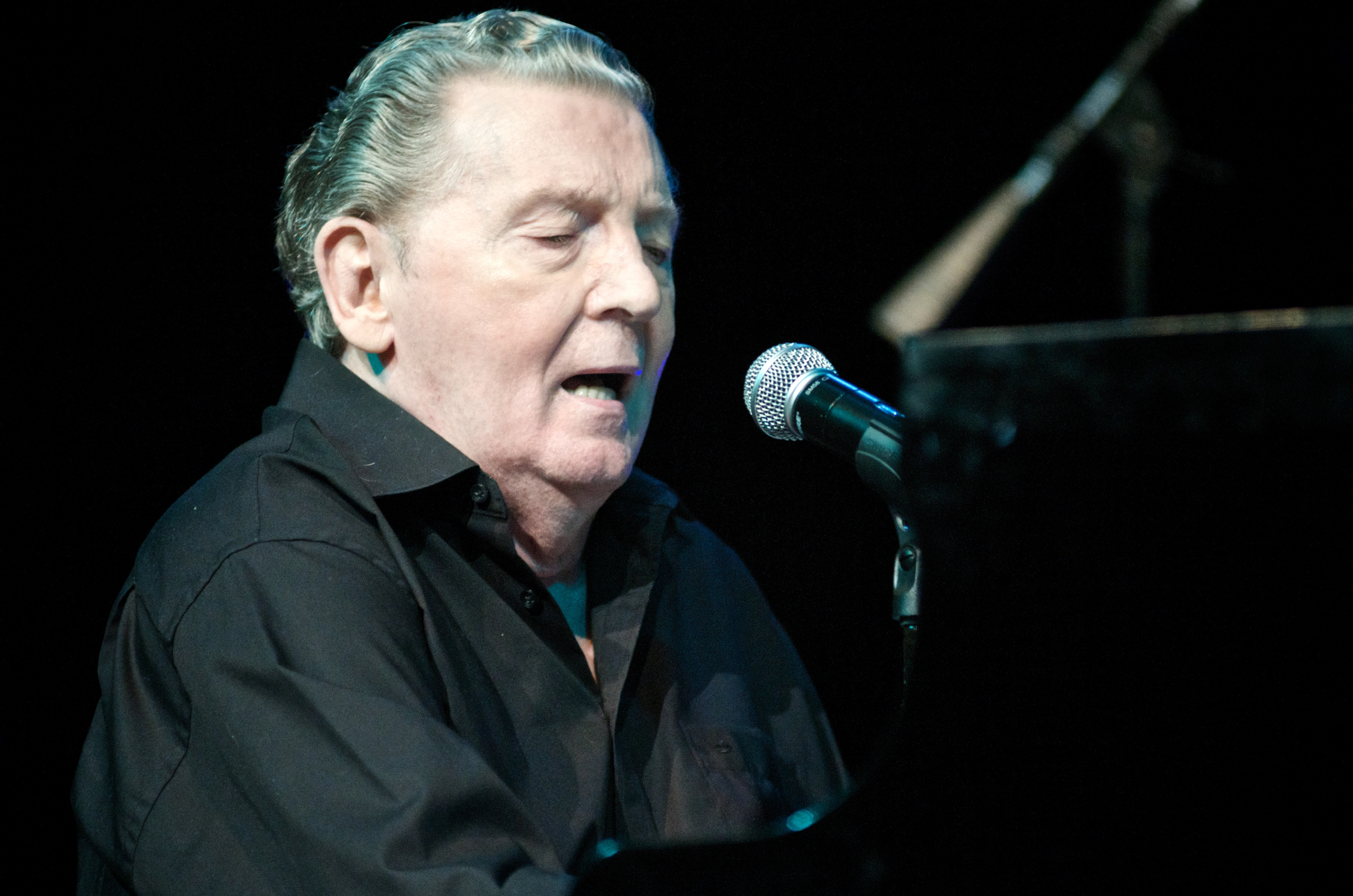
Jerry Lee Lewis, 2009

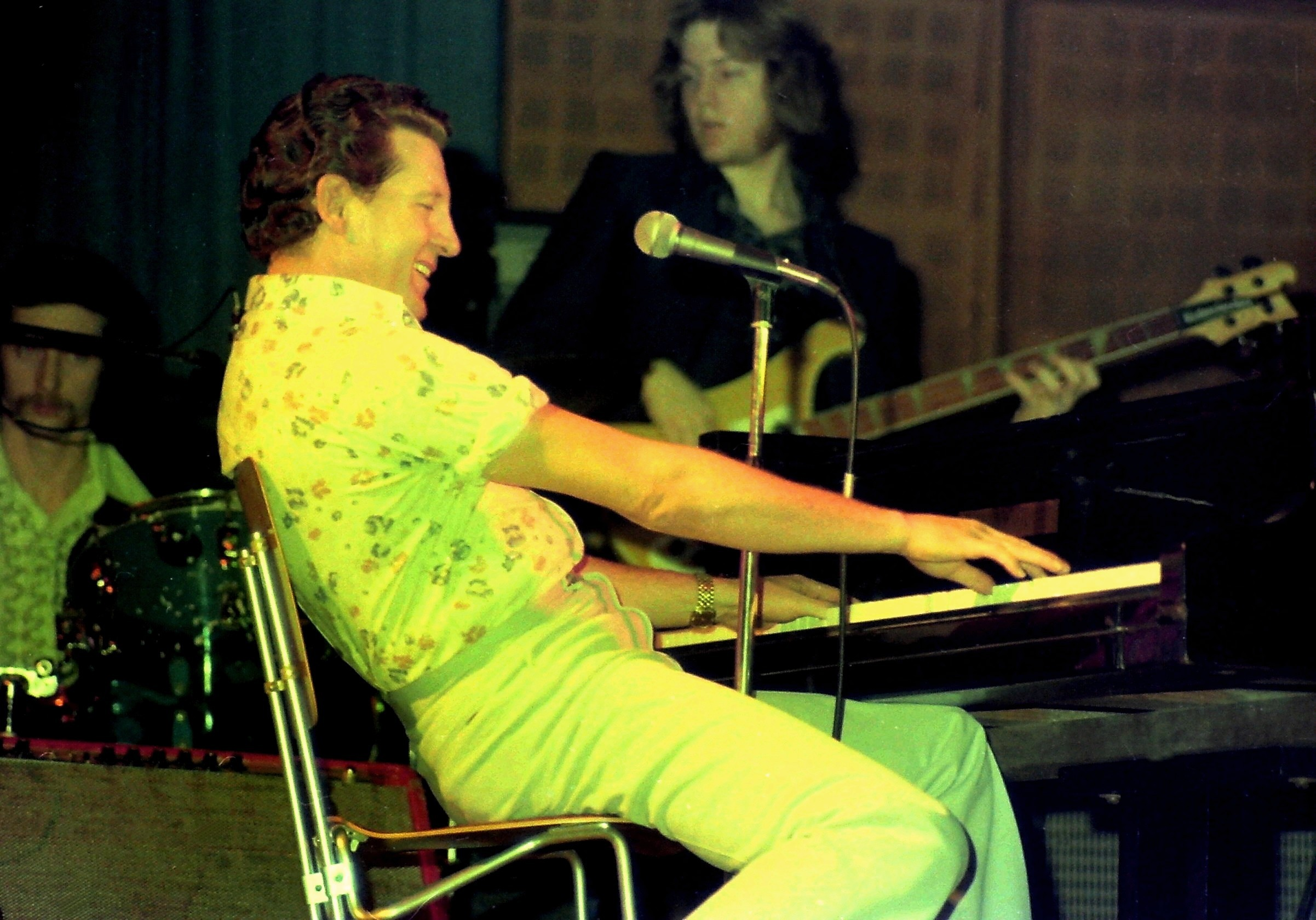
Jerry Lee Lewis, 1977

Jerry Lee Lewis (* 29. September 1935 in Ferriday, Louisiana; † 28. Oktober 2022 im DeSoto County, Mississippi) war ein US-amerikanischer Rock-’n’-Roll- und Country-Musiker. Er wurde vor allem durch sein aggressives Klavierspiel und seine starke Bühnenpräsenz bekannt.
In den 1950er Jahren hatte er mit Whole Lotta Shakin’ Goin’ On, Great Balls of Fire und Breathless einige bedeutendere Hits im Rock-’n’-Roll-Genre. Nach einem Skandal gegen Ende des Jahrzehnts konzentrierte er sich verstärkt auf Country-Musik, mit der er sich in den 1960er und 1970er Jahren an die Spitze der Country-Charts hocharbeitete.

## Leben

### Kindheit und Jugend

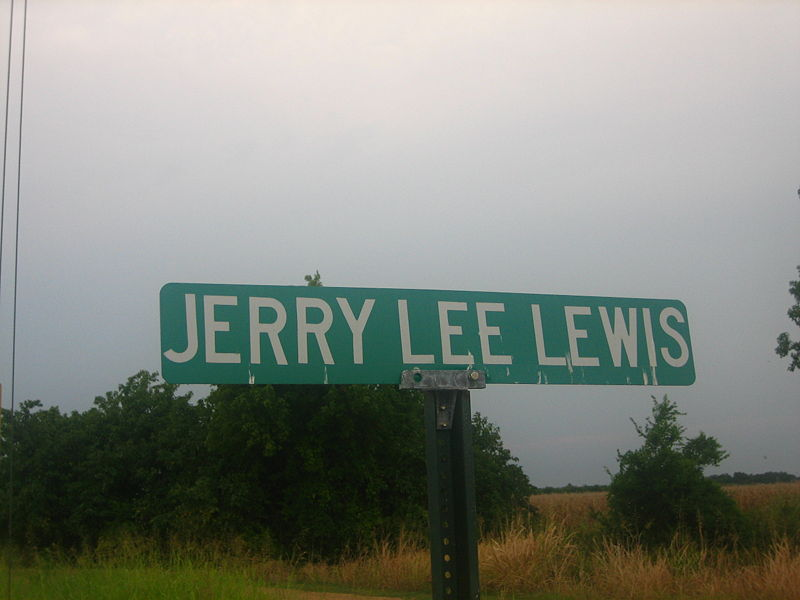
Der zu Ehren des Musikers nach ihm benannte „Jerry Lee Lewis Drive“ in Ferriday, LA

Jerry Lee Lewis wurde 1935 als Sohn der Farmer Elmo Kidd (8. Januar 1902 – 21. Juli 1979) und Mary „Mamie“ Ethel Herron Lewis (17. März 1912 – 21. April 1971) in dem kleinen Ort Ferriday in Louisiana geboren und wuchs in ärmlichen Verhältnissen auf. Er hatte drei Geschwister: Sein Bruder Elmo Kidd Jr. (11. November 1929 – 6. August 1938) starb, als Lewis zwei Jahre alt war. Seine Schwester Frankie Jean Lewis Terrell (27. Oktober 1944 – 24. Juli 2016) wurde später Kuratorin des Jerry-Lee-Lewis-Museums. Mit seiner anderen Schwester Linda Gail Lewis (* 1947), die bis in die späten 2010er Jahre ebenfalls als Sängerin aktiv war, nahm er zwischen 1963 und 1971 mehrere Singles und 1969 die Langspielplatte Together auf.
Trotz ihrer ultra-religiösen Einstellung, die Tanzmusik als „Teufelszeug“ verurteilte, nahmen die Eltern eine Hypothek auf ihre Farm auf, um dem achtjährigen Lewis seinen Wunsch nach einem Klavier zu erfüllen. Zusammen mit seinen Cousins Jimmy Lee Swaggart und Mickey Gilley, die später beide ebenfalls eine Karriere in der Musikszene begannen, nahm er Klavierunterricht und zeigte bald besonderes Talent für das Instrument. Lewis wurde während dieser Zeit von Boogie Woogie, Rhythm and Blues sowie Gospel und Country-Musik beeinflusst; alle Stile vereinigte er in seinem Klavierspiel. Schon mit 14 hatte er den Stil, den er später bei seinen Aufnahmen anwendete: Mit der linken Hand erzeugte er einen starken Boogie-Woogie-Hintergrund, während er rechts schnelle, mit Gospel angereicherte Melodien spielte.
Lewis war kein guter Schüler und verließ die High School frühzeitig; aus der texanischen Southwestern Assemblies of God University, einer universitären Bibelschule, wurde der aufmüpfige Junge hinausgeworfen.

### Rock-’n’-Roll-Star der 1950er Jahre
Im Alter von 21 Jahren zog der Pianist nach Memphis (Tennessee), das für die Entwicklung des Rockabilly und seine lebendige Musikszene bekannt war. Schnell bekam Lewis eine Anstellung als Musiker in einer Bar. Dort lernte er Roy Hall kennen, der ihn förderte. Hall war ebenfalls Pianist und hatte bereits einige Platten eingespielt. Hall schrieb zusammen mit Dave Williams auch Lewis’ späteren Hit Whole Lotta Shakin’ Goin’ On. Lewis spielte 1956 bei der Plattenfirma Sun Records vor, die bereits Rockabilly-Musiker wie Elvis Presley, Carl Perkins, Johnny Cash und Roy Orbison unter Vertrag hatte. Besitzer Sam Phillips war zwar gerade in den Urlaub gereist, aber sein Mitarbeiter Jack Clement hörte sich Lewis an und entschied, eine Probeaufnahme anzusetzen.
Clement holte den Gitarristen Roland Janes und den Schlagzeuger Jimmy Van Eaton dazu, die er bei Fernwood Records kennengelernt hatte, und setzte sie mit Lewis am 4. November 1956 zusammen. Während einer Pause hatte Clement vergessen, die Aufnahmegeräte auszuschalten. In dieser Pause kam Sun-Künstler Billy Lee Riley in das Studio und begann, mit Lewis Ralph Mooneys Crazy Arms auf der Gitarre zu spielen. Roland Janes kam hinzu und nahm sich einen alten Kontrabass. Janes erinnerte sich später an die Aufnahme:

“I came out of the washroom about halfway through the song and picked up an old upright bass and started playing it – and I don’t play upright bass. Fortunately, I wasn’t close to a microphone. On that song, there are technically only two instruments, drums and piano.”

„Ungefähr zur Hälfte des Songs kam ich von der Toilette, nahm einen alten Kontrabass und begann, damit zu spielen – und ich spiele keinen Kontrabass. Zum Glück war ich nicht in der Nähe eines Mikrofons. Auf diesem Lied gibt es technisch gesehen nur zwei Instrumente, Schlagzeug und Klavier.“

Als Clement Sam Phillips die Bänder vorspielte, rief er:

“Just get him [Jerry Lee Lewis] in here as fast as you can!”

„Bring ihn [Jerry Lee Lewis] so schnell du kannst hier rein!“

Phillips ließ Lewis erneut Crazy Arms mit Lewis’ eigener Boogie-Version des Jug-Band-Songs End of the Road einspielen. Crazy Arms wurde zwar kein nationaler Hit, Sam Phillips entschied sich jedoch aufgrund der regionalen starken Verkäufe, Lewis unter Vertrag zu behalten. Er spürte, dass Lewis Potential zum Star hatte, und besorgte ihm Arbeit, wo er nur konnte. Anfang 1957 ersetzte er den unzuverlässigen Pianisten Smokey Joe Baugh bei den Snearly Ranch Boys, spielte Klavier bei Sessions von Carl Perkins, Billy Lee Riley, Johnny Cash, Ray Harris, Jimmy Wages und vielen weiteren und bekam einige kleine Auftritte in Tanzhallen in Arkansas. Am 23. Februar 1957 hatte Lewis seinen ersten großen Auftritt im Big D Jamboree, einer Live-Countryshow aus Dallas, Texas, und am 31. März startete er seine erste Tournee mit Cash, Perkins und Onie Wheeler. In dieser Zeit entwickelte er seine starke Bühnenpräsenz. Lewis war unzufrieden, da er auf der Bühne am Klavier „gefesselt“ war und nicht wie beispielsweise Carl Perkins mit der Gitarre auf der Bühne tanzen konnte. Perkins gab ihm den Rat, den Hocker einfach wegzutreten.
Phillips dachte, er könne aus Lewis einen wahren Rock-’n’-Roll-Star machen, daher steckte er entgegen seiner sonstigen Verfahrensweise alle finanziellen Mittel in die nächste Single, Whole Lotta Shakin’ Goin’ On. Lewis hatte das Stück in einem Club von Roy Hall gehört, und im Sommer 1957 stand der Song auf Platz eins der Memphis-Charts. Am 12. Juni erreichte die Single auch die Country-Charts, und zwei Wochen später stieg sie auf Platz 70 in die nationalen Top 100 der Billboard-Charts ein. Doch danach ließen die Anfragen für Whole Lotta Shakin’ Goin’ On nach; die Texte und Lewis’ wilde Auftritte trugen offenbar nicht zu einem guten Ruf bei. Sam Phillips besorgte ihm daraufhin einen Auftritt in der bekannten Steve-Allen-Show, und nach seiner Darbietung am Abend des 28. Juli kletterte die Single auf Platz eins der Country- und R&B-Charts sowie auf Platz zwei der Top 100.
Im Dezember 1956 war Lewis als Pianist bei einer Session für Carl Perkins anwesend, bei der unter anderem Matchbox und Your True Love eingespielt wurden. Am Ende dieser Aufnahmen begann das musikhistorische Ereignis, das später als „Sun Session“ oder Million Dollar Quartet in die Geschichte einging: Lewis spielte mit Cash, Presley, Perkins und einigen weiteren Musikern im Studio ein paar alte Songs, die Phillips aufnehmen ließ.
Es folgten weitere Hits wie Great Balls of Fire, dessen Besetzung aus Gesang, Klavier und Schlagzeug bestand, und Breathless. Lewis’ Bühnenauftritte wurden immer legendärer. Er spielte jetzt mit Händen und Füßen auf dem Klavier, stieß den Hocker weg und tanzte um das Klavier oder zündete es sogar an. Er war regelmäßig im American Bandstand zu sehen und hatte weitere Auftritte im nationalen Fernsehen. Er spielte außerdem in dem Film Jamboree mit.
Jerry Lee Lewis führte auch privat ein unstetes Leben. Nachdem 1958 bei einer England-Tournee bekannt geworden war, dass er die erst dreizehnjährige Myra Gale Brown, Tochter seines Bassisten und Cousins J. W. Brown, geheiratet hatte, schien seine Karriere beendet zu sein. Die Tournee musste er wegen dieses Skandals abbrechen, doch auch die US-amerikanische Öffentlichkeit war entsetzt. Man bezeichnete ihn als „Kinderräuber“ (cradle snatcher), und seine Platten wurden aus den Radioprogrammen genommen. Lewis blieb nichts anderes übrig, als in kleinen Clubs zu spielen. Erst Anfang der 1960er Jahre arbeitete er sich mühsam wieder nach oben. Er hatte einige Hits und wurde allmählich wieder von der Öffentlichkeit akzeptiert. Die große Zeit des Rock ’n’ Roll war jedoch vorbei, und so blieb der ganz große Erfolg aus.

### Karriere als Country-Musiker
1963 wechselte Lewis zur Plattenfirma Smash Records. Ein Jahr später fanden seine legendären Auftritte im Star-Club in Hamburg statt. Das Album Live at the Star-Club, Hamburg, das während eines dieser Auftritte entstand, setzte damals neue Maßstäbe in Bezug auf Klang und künstlerische Darbietung und gilt noch heute als eines der besten Live-Alben der Rockgeschichte. Ab Mitte der 1960er Jahre widmete sich Jerry Lee Lewis immer mehr der Country-Musik und errang in dieser Sparte Ende der 1960er und Anfang der 1970er Jahre große Erfolge. Einige seiner großen Hits aus dieser Zeit waren What’s Made Milwaukee Famous (Has Made a Fool out of Me) (Platz 2; Juni 1968), Me and Bobby McGee (Platz 1; November 1971) und Chantilly Lace (Platz 1; März 1972). Bei Live-Auftritten spielte Lewis allerdings weiterhin auch wilden Rock ’n’ Roll. Im Zuge des aufziehenden Rock-Revivals wurde er 1969 beim Rock-’n’-Roll-Revival in Kanada vom breiten Publikum wiederentdeckt. Seine letzte Chartplatzierung hatte Lewis 1983 mit Why You Been So Long, das Platz 69 der Country-Charts erreichte.

### Letzte Jahre

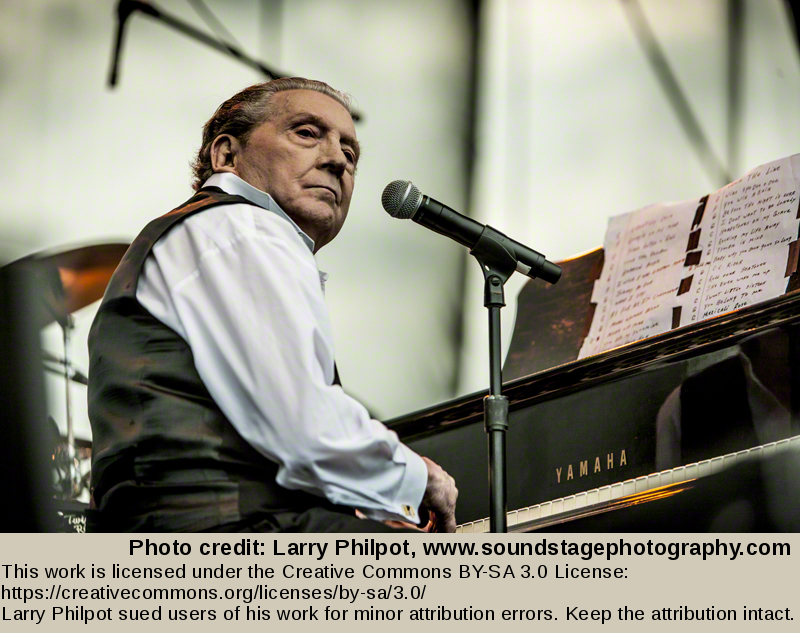
Jerry Lee Lewis 2011 bei einem Konzert

Durch sein fortgeschrittenes Alter und sein exzessives Leben – lange Zeit konsumierte er Drogen – war Jerry Lee Lewis zuletzt körperlich schwer gezeichnet. Trotzdem trat er lange noch auf und unternahm Tourneen mit anderen Rock-Legenden wie Little Richard. 1985 war er Mitglied der Class of ’55, eines Elvis-Presley-Tributs, bestehend aus ihm, Johnny Cash, Roy Orbison und Carl Perkins.
1989 wurde sein Leben unter dem Titel Great Balls of Fire! mit Dennis Quaid und Winona Ryder in den Hauptrollen verfilmt. Das Buch, das dem Drehbuch zugrunde liegt, wurde von Myra Lewis und Murrey Silver jr. geschrieben, der Film kam in Deutschland am 21. September 1989 in die Kinos. Lewis nahm seine Songs für den Soundtrack neu auf, war jedoch mit der Darstellung seiner Person im Film nicht einverstanden. 2005 wurde Lewis in der Johnny-Cash-Filmbiografie Walk the Line von Waylon Malloy Payne verkörpert.
Als letzter Überlebender des berühmten sogenannten „Million Dollar Quartets“ (zu dem außer ihm noch Elvis Presley, Johnny Cash und Carl Perkins gehörten) brachte er 2006 das Album Last Man Standing mit 22 Gaststars, darunter Jimmy Page, den Rolling Stones, Bruce Springsteen, Ringo Starr, Tom Jones und Rod Stewart, heraus. 2010 veröffentlichte Lewis das Nachfolgealbum Mean Old Man, an dem ebenfalls eine Vielzahl hochkarätiger Gaststars beteiligt war.
Im Oktober 2014 erschien sein neues Album Rock & Roll Time. Auch mit über 80 Jahren befand sich Lewis regelmäßig auf Tournee, nach einem Schlaganfall im Februar 2019 musste er jedoch zeitweise das Spielen aufgeben, da er die Kontrolle über seine rechte Hand verloren hatte. Im Februar 2020 erklärte er, dass er wieder Klavier spielen könne, und kündigte ein neues Album an.
In vielen Interviews gab er an, neben seinem eigenen, „von Gott gegebenen“ Talent nur drei andere Musiker als Stilisten zu akzeptieren: Al Jolson, Jimmie Rodgers und Hank Williams. Der Rolling Stone listete Lewis auf Rang 24 der 100 größten Musiker sowie auf Rang 67 der 100 größten Sänger aller Zeiten.
Nach Little Richards Tod im Mai 2020 nannte ihn die Zeitschrift den letzten großen lebenden „Rock’n’Roller alter Schule“. Nach dem Tod Don Everlys im August 2021 war er zudem die letzte noch lebende Person, die bei der Eröffnung der Rock and Roll Hall of Fame 1986 sofort dort aufgenommen wurde.

### Privatleben
Lewis war sieben Mal verheiratet und hat sechs Kinder. 2001 behauptete Bonnie Lee Bakley, Lewis sei der leibliche Vater ihrer Tochter Jeri Lee Lewis (* 1993). Ein daraufhin durchgeführter DNA-Test konnte dies aber nicht beweisen.
Seine erste Ehe hielt vermutlich 20 Monate, wobei heute nicht mit Sicherheit gesagt werden kann, wann die Ehe geschlossen wurde. Lewis sagte über diese Hochzeit mit Dorothy Barton: „Ich war 14, als ich das erste Mal heiratete. Meine Frau war zu alt für mich, sie war 17.“ (“I was 14 when I first got married. My wife was too old for me; she was 17.”). Laut offiziell bekanntem Datum (21. Februar 1952) war Lewis damals aber 16 Jahre alt.
Danach war der Musiker von 1953 bis 1957 mit Sally Jane Mitcham (1936–2003) verheiratet. Mit ihr hatte er zwei Söhne: Jerry Lee Lewis jr. (1954–1973) und Ronnie Guy Lewis (* 1956). Die Hochzeit fand 23 Tage vor der Scheidung seiner Ehe mit Barton statt. Lewis jr. verunglückte wenige Tage nach seinem 19. Geburtstag tödlich mit einem Jeep, den ihm sein Vater zum Geburtstag geschenkt hatte.
13 Jahre lang (1957–1970) war Lewis mit seiner Nichte zweiten Grades Myra Gale Brown verheiratet: Auch diesmal fand die Eheschließung vor der Scheidung der vorangegangenen Ehe statt; in diesem Fall musste die Zeremonie aber wiederholt werden. Außerdem gab Myra in den Ehedokumenten ihr Alter mit 20 Jahren an, tatsächlich war sie bei der Eheschließung erst 13 Jahre alt. Myra und Jerry bekamen zwei Kinder: Steve Allen Lewis (1959–1962, in einem Swimmingpool ertrunken) und Phoebe Lewis (* 1963), die zeitweise als Managerin ihres Vaters arbeitete.
Jaren Elizabeth Gunn Pate war von 1971 bis 1982 Jerry Lee Lewis’ Ehefrau. Sie ertrank in einem Swimmingpool, als die beiden getrennt waren. Ihr gemeinsames Kind ist Tochter Lori Lee Lewis (* 1972).
Shawn Stephens starb im August 1983, keine drei Monate nach ihrer Hochzeit mit Lewis, an einer Methadon-Überdosis.
Lewis und Kerrie McCarver heirateten 1984, sie hatten einen gemeinsamen Sohn, Jerry Lee Lewis III (* 1987, genannt Lee). 2005 ließen sie sich scheiden.
Seine siebte Ehe schloss er am 9. März 2012 mit Judith Coghlan Brown, der Ex-Frau seines Cousins Rusty.
Lewis starb im Oktober 2022 im Alter von 87 Jahren.
Er lebte zuletzt mit seiner Tochter Phoebe auf seiner Ranch in Nesbit im US-Bundesstaat Mississippi. Sein Grab befindet sich auf dem Herron Family Cemetery in Clayton, Louisiana, auf dem auch sein erster Sohn begraben ist.

## Diskografie
Studioalben

| Jahr | Titel                                                | Höchstplatzierung, Gesamtwochen, AuszeichnungChartplatzierungen (Jahr, Titel, Platzierungen, Wochen, Auszeichnungen, Anmerkungen) | Höchstplatzierung, Gesamtwochen, AuszeichnungChartplatzierungen (Jahr, Titel, Platzierungen, Wochen, Auszeichnungen, Anmerkungen) | Höchstplatzierung, Gesamtwochen, AuszeichnungChartplatzierungen (Jahr, Titel, Platzierungen, Wochen, Auszeichnungen, Anmerkungen) | Höchstplatzierung, Gesamtwochen, AuszeichnungChartplatzierungen (Jahr, Titel, Platzierungen, Wochen, Auszeichnungen, Anmerkungen) | Höchstplatzierung, Gesamtwochen, AuszeichnungChartplatzierungen (Jahr, Titel, Platzierungen, Wochen, Auszeichnungen, Anmerkungen) | Anmerkungen                              |
| Jahr | Titel                                                | DE | AT | UK | US | Country | Anmerkungen                              |
| ---- | ---------------------------------------------------- | --- | --- | --- | --- | --- | ---------------------------------------- |
| 1958 | Jerry Lee Lewis                                      | — | — | — | — | — | Erstveröffentlichung: März 1958          |
| 1961 | Jerry Lee’s Greatest!                                | — | — | UK14 (6 Wo.)UK | — | — | Erstveröffentlichung: Dezember 1961      |
| 1964 | Golden Hits of Jerry Lee Lewis                       | — | — | — | US116 (8 Wo.)US | — | Erstveröffentlichung: Januar 1964        |
| 1965 | The Return of Rock                                   | — | — | — | US121 (5 Wo.)US | — | Erstveröffentlichung: 1965               |
| 1965 | Country Songs for City Folks/All Country             | — | — | — | — | Country121 (1 Wo.)Country | Erstveröffentlichung: 1965               |
| 1966 | Memphis Beat                                         | — | — | — | US145 (3 Wo.)US | — | Erstveröffentlichung: 1966               |
| 1967 | Soul my Way                                          | — | — | — | — | — | Erstveröffentlichung: 1967               |
| 1968 | Another Place, Another Time                          | — | — | — | US160 (12 Wo.)US | Country3 (35 Wo.)Country | Erstveröffentlichung: 1968               |
| 1969 | She Still Comes Around                               | — | — | — | — | Country12 (22 Wo.)Country | Erstveröffentlichung: 1969               |
| 1969 | Sings the Country Music Hall of Fame Hits, Vol. 1    | — | — | — | US127 (10 Wo.)US | Country2 (23 Wo.)Country | Erstveröffentlichung: 1969               |
| 1969 | Sings the Country Music Hall of Fame Hits, Vol. 2    | — | — | — | US124 (10 Wo.)US | Country5 (20 Wo.)Country | Erstveröffentlichung: 1969               |
| 1969 | The Golden Cream of the Country                      | — | — | — | — | Country11 (22 Wo.)Country | Erstveröffentlichung: 1969               |
| 1970 | She Even Woke Me Up to Say Goodbye                   | — | — | — | US186 (2 Wo.)US | Country9 (16 Wo.)Country | Erstveröffentlichung: 1970               |
| 1971 | In Loving Memories: The Jerry Lee Lewis Gospel Album | — | — | — | — | Country18 (5 Wo.)Country | Erstveröffentlichung: 1971               |
| 1971 | There Must Be More to Love Than This                 | — | — | — | US190 (6 Wo.)US | Country8 (15 Wo.)Country | Erstveröffentlichung: 1971               |
| 1971 | Touching Home                                        | — | — | — | US152 (3 Wo.)US | Country11 (19 Wo.)Country | Erstveröffentlichung: 1971               |
| 1971 | Would You Take Another Chance on Me?                 | — | — | — | US115 (12 Wo.)US | Country3 (22 Wo.)Country | Erstveröffentlichung: 1971               |
| 1972 | The Killer Rocks On                                  | — | — | — | US105 (12 Wo.)US | Country4 (24 Wo.)Country | Erstveröffentlichung: 1972               |
| 1972 | Who’s Gonna Play This Old Piano?                     | — | — | — | — | Country3 (14 Wo.)Country | Erstveröffentlichung: 1972               |
| 1973 | The Session...Recorded in London with Great Artists  | — | — | — | US37 (19 Wo.)US | Country4 (19 Wo.)Country | Erstveröffentlichung: 1973               |
| 1973 | Sometimes a Memory Ain’t Enough                      | — | — | — | — | Country6 (15 Wo.)Country | Erstveröffentlichung: 1973               |
| 1973 | Southern Roots: Back Home to Memphis                 | — | — | — | — | Country6 (15 Wo.)Country | Erstveröffentlichung: 1973               |
| 1974 | I-40 Country                                         | — | — | — | — | Country25 (10 Wo.)Country | Erstveröffentlichung: 1974               |
| 1975 | Boogie Woogie Country Man                            | — | — | — | — | Country16 (10 Wo.)Country | Erstveröffentlichung: 1975               |
| 1975 | Odd Man In                                           | — | — | — | — | Country33 (11 Wo.)Country | Erstveröffentlichung: 1975               |
| 1976 | Country Class                                        | — | — | — | — | Country18 (13 Wo.)Country | Erstveröffentlichung: 1976               |
| 1977 | Country Memories                                     | — | — | — | — | Country21 (22 Wo.)Country | Erstveröffentlichung: 1977               |
| 1979 | Jerry Lee Keeps Rockin’                              | — | — | — | — | Country40 (8 Wo.)Country | Erstveröffentlichung: 1979               |
| 1979 | Jerry Lee Lewis                                      | — | — | — | US186 (3 Wo.)US | Country23 (17 Wo.)Country | Erstveröffentlichung: 1979               |
| 1979 | Duets                                                | — | AT25 (4 Wo.)AT | — | — | Country32 (18 Wo.)Country | Erstveröffentlichung: 1979               |
| 1980 | When Two Worlds Collide                              | — | — | — | — | Country32 (11 Wo.)Country | Erstveröffentlichung: 1980               |
| 1980 | Killer Country                                       | — | — | — | — | Country35 (26 Wo.)Country | Erstveröffentlichung: 1980               |
| 1983 | My Fingers Do the Talkin’                            | — | — | — | — | Country62 (3 Wo.)Country | Erstveröffentlichung: 1983               |
| 1984 | I Am What I Am                                       | — | — | — | — | — | Erstveröffentlichung: 1984               |
| 1986 | Get Out your Big Roll Daddy                          | — | — | — | — | — | Erstveröffentlichung: 1986               |
| 1992 | Pretty Much Country                                  | — | — | — | — | — | Erstveröffentlichung: 1992               |
| 1993 | Solid Ground                                         | — | — | — | — | — | Erstveröffentlichung: 1993               |
| 1995 | Young Blood                                          | — | — | — | US31 (3 Wo.)US | — | Erstveröffentlichung: 23. Mai 1995       |
| 2006 | Last Man Standing                                    | DE57 (3 Wo.)DE | AT34 (4 Wo.)AT | — | US26 (9 Wo.)US | Country4 (26 Wo.)Country | Erstveröffentlichung: 26. September 2006 |
| 2010 | Mean Old Man                                         | — | AT53 (1 Wo.)AT | — | US30 (4 Wo.)US | — | Erstveröffentlichung: 7. September 2010  |
| 2014 | Rock & Roll Time                                     | — | — | — | US140 (1 Wo.)US | Country27 (3 Wo.)Country | Erstveröffentlichung: 7. November 2014   |

grau schraffiert: keine Chartdaten aus diesem Jahr verfügbar

## Filmografie
- 1958: Mit Siebzehn am Abgrund
- 1985: High School Confidential [Video]
- 1986: Killer Performance [live]
- 1989: Great Balls of Fire [Video]
- 1991: Jerry Lee Lewis and Friends [Video/DVD]
- 1992: Shindig! Presents: Jerry Lee Lewis
- 1995: I Am What I Am [Video]
- 1996: Show
- 2001: Jerry Lee Lewis: The Story of Rock and Roll [Document]
- 2002: Story of Rock & Roll [Video/DVD]
- 2002: The Jerry Lee Lewis Show
- 2002: Jerry Lewis Show
- 2005: Legends in Concert: Inside & Out [live]
- 2005: Jerry Lee Lewis [CD/DVD]
- 2006: Most Famous Hits [DVD]
- 2006: Great Balls of Fire – In Concert [live]
- 2007: Last Man Standing: Live [DVD]
- 2007: Greatest Live Performances of the 50s, 60s and …
- 2007: Jerry Lee Lewis: Greatest Ever Performan
- 2007: Live from Austin, TX [DVD]
- 2007: Killer Piano (Alfred’s Artist Series) [DVD]
- 2007: The Anthology
- 2007: Breathless [DVD]
- 2007: Country Legends Live Mini Concert

## Auszeichnungen
- 1986: Aufnahme in die Rock and Roll Hall of Fame
- 2005: Verleihung des Lifetime Achievement Award für sein Lebenswerk
- 2022: Aufnahme in die Country Music Hall of Fame[28]
- Aufnahme in die Rockabilly Hall of Fame